# Схід штату Гояс (мезорегіон)

Схід штату Гояс на карті штату

Схід штату Гояс (порт. Mesorregião do Leste Goiano) — адміністративно-статистичний мезорегіон в Бразилії. Входить в штат Гояс. Населення становить 1 159 722 особи (на 2010 рік). Займає площу 55 520,399 км². Густота населення — 20,98 особи/км².

## Склад мезорегіону
В мезорегіон входять такі мікрорегіони:
- Енторну-ду-Дістріту-Федерал
- Ван-ду-Паранан

| Бразилія | Це незавершена стаття з географії Бразилії. Ви можете допомогти проєкту, виправивши або дописавши її. |